# Péter Eötvös
Péter Eötvös (Székelyudvarhely, 2 januari 1944 – Boedapest, 24 maart 2024) was een Hongaars componist en dirigent.

## Biografie
Tussen 1949 en 1958 bracht Péter Eötvös zijn jeugd door in Miskolc met zijn moeder, die muziekleraar was.
Eötvös genoot zijn opleiding aan de Ferenc Liszt-Akademie voor muziek in Boedapest en aan de Hochschule für Musik te Keulen; verbleef vanaf 1971 in (West) Duitsland. Eötvös was muzikaal directeur van het befaamde Ensemble InterContemporain in Parijs als opvolger van Pierre Boulez. Hij maakte van 1968 tot 1976 ook soms deel uit van het Stockhausen Ensemble.
Als dirigent gaf Eötvös de première van "Donnerstag aus Licht" van Karlheinz Stockhausen en wel in de La Scala in Milaan. Daarnaast was hij vanaf 1985 vaste gastdirigent van het BBC Symphony Orchestra. Met dat orkest gaf hij de première van Harrison Birtwistle's "Earth Dances" (1986). In 1991 richtte hij het International Eötvös Institute and Foundation op om jonge dirigenten en componisten te begeleiden. Van 1992-1998 gaf Eötvös les aan de Hogeschool in Karlsruhe; sinds 1998 was hij professor aan de Muziekhogeschool van Keulen. Eötvös was tot 2013 verbonden aan het Muziekcentrum van de Omroep in Hilversum als vaste gastdirigent van de Radio Kamer Filharmonie.
Eötvös overleed op 24 maart 2024 op 80-jarige leeftijd.

## Prijzen
- (1988): Officier de l'Ordre des Arts et des Lettres (ministerie van Cultuur van Frankrijk);
- (1998): Bartók-prijs (Hongarije)
- (2002): Kossuthprijs (Hongarije)
- (2003): Ereburger van Boedapest (Hongarije)
- (2018): Goethe-Medaille (Duitsland)

## Componist
Als componist behoorde Eötvös tot de meer experimentele componisten. Zijn hoofdthema was hoe een optimale combinatie van geschreven muziek en improvisatie tot stand komt. Hij verwachtte van musici dat zij op elkaar reageren. De dirigent is alleen aanwezig als coördinator, en wordt beschouwd als een van de musici.

## Oeuvre
- Angels in America, Opera (2002-2004)
- As I Crossed a Bridge of Dreams, Opera (1998-99)
- Atlantis, voor orkest (1995)
- Le Balcon, Opera (2001/02)
- Der Blick, tape (1997)
- Drei Madrigalkomödien, voor 12 stemmen:
  - "Insetti galanti"  (1970-90)
  - "Hochzeitsmadrigal"  (1963-76)
  - "Moro Lasso"  (1963-72)
- CAP-KO, Concerto voor piano, toetseninstrument en orkest (2005)
- Cello concert grosso (2011)
- Chinese Opera, voor orkest (1986)
- Cricketmusic, tape (1970)
- DoReMmi vioolconcerto nr 2 (2012)
- Elektrochronik, tape (1974)
- Endless Eight I., voor ensemble (1981)
- Endless Eight II. - Apeiron musikon, voor ensemble (1988-89)
- Erdenklavier-Himmelklavier, voor piano (2003)
- Harakiri, Opera (1973)
- IMA, voor koor en orkest (2002)
- Intervalles-Interieurs, voor ensemble en electronics (1981)
- Jet Stream, Trompetconcerto (2002)
- Korrespondenz, voor strijkkwartet (1992)
- Lady Sarashina, Opera (2008)
- Love and Other Demons, Opera (2008)
- Mese (Märchen /Tale/Conte), Tape (1968)
- Multiversum - voor orgel, hammondorgel en orkest (2017)
  - Belgische première: BOZAR, 12 oktober 2017 met het Koninklijk Concertgebouworkest onder leiding van de componist
- Paris-Dakar, voor ensemble (2000)
- Psalm 151, voor percussie (1993)
- Psy, trio (1996)
- Psychokosmos, Zymbalon Concerto (1993)
- Radames, Kameropera (1975/97)
- Replica, Altvioolconcerto (1998)
- Shadows, voor ensemble (1996)
- Snatches of a conversation, voor ensemble (2001)
- Speaking Drums, concerto voor slagwerk en orkest (2013)
- Steine, voor ensemble (1985-90)
- Three sisters, Opera (1996-97)
- Thunder, solopauken (1993)
- Triangel, voor percussionist en ensemble (1993)
- Two monologues, voor bariton en orkest (1998)
- Two poems to Polly, voor solocello (1998)
- Windsequenzen, voor ensemble (1975/1987)
- zeroPoints, voor orkest (1999)